# 正平 (北魏)
正平（451年六月-452年二月）是北魏太武帝拓跋燾的年號，歷時數月。

## 紀年
| 正平 | 元年  | 二年  |
| ---- | ----- | ----- |
| 公元 | 451年 | 452年 |
| 干支 | 辛卯  | 壬辰  |

## 參看
- 中国年号索引
  - 其他时期使用正平的年号
- 同期存在的其他政权年号
  - 元嘉（424年八月—453年十二月）：南朝宋皇帝宋文帝刘义隆的年号
  - 承平（443年-460年）：北凉政权沮渠無諱、沮渠安周年号